# Franz von Teck
Franz Paul Karl Ludwig Alexander von Teck (Osijek, 27. kolovoza 1837. – White Lodge, Richmond Park, Surrey, Engleska, 21. siječnja 1900.) šukundjed je Karla III., engleskoga kralja, odnosno, pradjed kraljice Elizabete II.